# Telpochcalli
Telpochcalli  eran centros en los que se educaba a los jóvenes del pueblo, a partir de los 15 años, para servir a su comunidad y para la guerra. A diferencia de los nobles que asistían al calmécac, conocidos generalmente como pipiltin, los hijos de los plebeyos, los macehualtin, asistían al telpochcalli. Estas escuelas para jóvenes se encontraban en cada barrio o calpulli.[cita requerida]
El mundo mexica se caracterizaba por el cuidado que ponían los gobernantes en el buen funcionamiento de su sistema educativo. Las escuelas de Tenochtitlan atendían a los jóvenes de acuerdo con su extracción social: los hijos de los nobles acudían al calmécac, institución que se hallaba dentro del recinto ceremonial, mientras que los vástagos de los demás pobladores, conocidos genéricamente como macehualtin, asistían a las escuelas de jóvenes, llamadas telpochcalli, que había en cada barrio.[cita requerida]

## La vida en el telpochcalli
La vida en los telpochcalli era dura. Desde la madrugada comenzaban las extenuantes actividades. El día iniciaba con un helado baño, seguido de una comida frugal y muy controlada. Solían memorizar los cantares con los hechos relevantes de sus mayores y las alabanzas de sus dioses, además de aprender y ejercitarse en el manejo de las armas como el átlatl, instrumento utilizado para lanzar pequeñas lanzas, y el macuahuitl, la espada de madera con filos de obsidiana.
Los alumnos tenían otras obligaciones, como la de reparar los templos (teocalli), acarreando los materiales necesarios, y trabajar las tierras y heredades de forma colectiva para su sustento. Especialmente se buscaba su resistencia al dolor mediante prácticas de autosacrificio. Los alumnos ociosos o incorrectos eran castigados severamente. Por ejemplo, la embriaguez se penalizaba con la muerte. Si alguno de los alumnos sobresalía por su habilidad y valor en las guerras de conquista, algún día podría llegar a ser ciudadano distinguido a quien se premiaba y rendían honores. Cuando alcanzaban la edad requerida para casarse, finalizaba su instrucción en el telpochcalli.[cita requerida]
Las familias de Tenochtitlan consideraban a sus hijos como una dádiva de los dioses; los hijos darían continuidad al linaje, colaborarían en las actividades productivas de la familia y aprenderían a respetar a sus mayores y a venerar a las deidades. Algún día celebrarían su matrimonio, conformando así un nuevo pilar en la organización social del calpulli.[cita requerida]
Era muy importante que al interior de la familia los niños aprendieran que en la generación del universo, llevada a cabo por los dioses supremos, las energías masculina y femenina se habían unido para dar fuerza a la creación de la vida. Por ello las mujeres educaban a las hijas, mientras que los varones instruían a los hijos; de esa manera, durante todo el proceso de educación informal que se llevaba en la familia, niños y niñas aprendían las conductas adecuadas y diferentes para cada sexo.[cita requerida]
En efecto, podría decirse que en la educación se combinaban los discursos solemnes y las muestras de amor y cariño de padres a hijos, con castigos y reprimendas sumamente rigurosos. De los tres o cuatro años en adelante, los infantes debían ejecutar tareas sencillas con gran comedimiento y obediencia; conforme pasaban los años el trabajo se hacía más complejo y las labores más pesadas. Así aprendían los niños los oficios del padre, mientras que las jovencitas todas las labores domésticas: asear la casa, preparar los alimentos, hilar las prendas de vestir de la familia, etc.[cita requerida]
En un principio, a los niños rebeldes se les amenazaba con una buena azotaina, que se hacía efectiva cuando mostraban desobediencia. Más tarde, ante las actitudes negativas de los infantes y jovencitos, los padres les aplicaban dolorosos punzamientos con púas de maguey (preparándolos, de paso, para las futuras prácticas de autosacrificio), o bien los semiasfixiaban con el humo de chiles quemados. Por su parte, las adolescentes que mostraban actitudes negativas, como el coqueteo y el gusto por el chisme, eran obligadas a barrer de noche fuera de la casa, lo que era considerado como algo peor que recibir una paliza.[cita requerida]